# Thomisus shivajiensis
Thomisus shivajiensis là một loài nhện trong họ Thomisidae.
Loài này thuộc chi Thomisus. Thomisus shivajiensis được Benoy Krishna Tikader miêu tả năm 1965.